# Урдано
Урда́но (исп. hurdano/jurdano) — небольшая по численности этнолокальная группа эстремадурцев, населяющая горные районы историко-географического региона Урдес (Лас-Урдес) на севере провинции Касерес автономного сообщества Эстремадура в Испании. Выделялась в прошлом тем, что находилась как в природной, так и социальной изоляции от других групп эстремадурцев, отличаясь от них по диалектным и культурно-бытовым особенностям.
В повседневном общении у представителей урдано отчасти сохраняются местные говоры эстремадурского языка.

## В литературе и кино

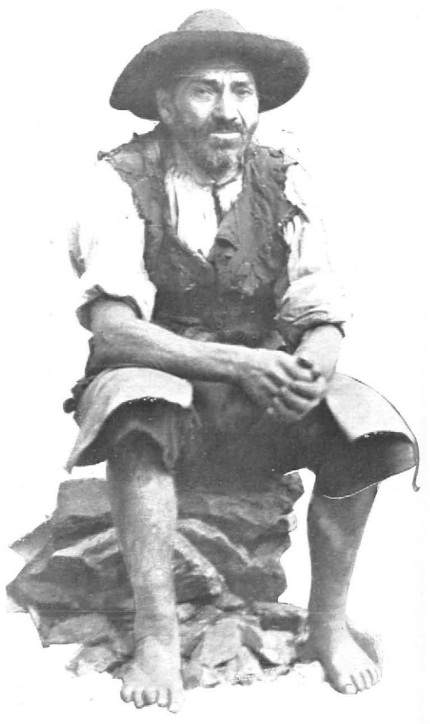
Житель Урдеса (фото Гомбау, Венансио 1908 года)

О жителях Урдеса стало широко известно в Испании и за её пределами после выхода фильма Л. Бунюэля «Лас-Урдес. Земля без хлеба». В этом фильме режиссёр показал изолированный труднодоступный горный регион с его населением, живущим в нищете и отсталости, с сохраняющимися там архаическими традициями. Работу над фильмом Л. Бунюэль начал после того, как ознакомился с материалами об урдано, подготовленными французским антропологом М. Лежандром.
Немногим ранее об урдано упоминал в своих путевых заметках, изданных в книге «Andanzas y visiones españolas» (1922), писатель и философ М. де Унамуно.

## Предрассудки об урдано

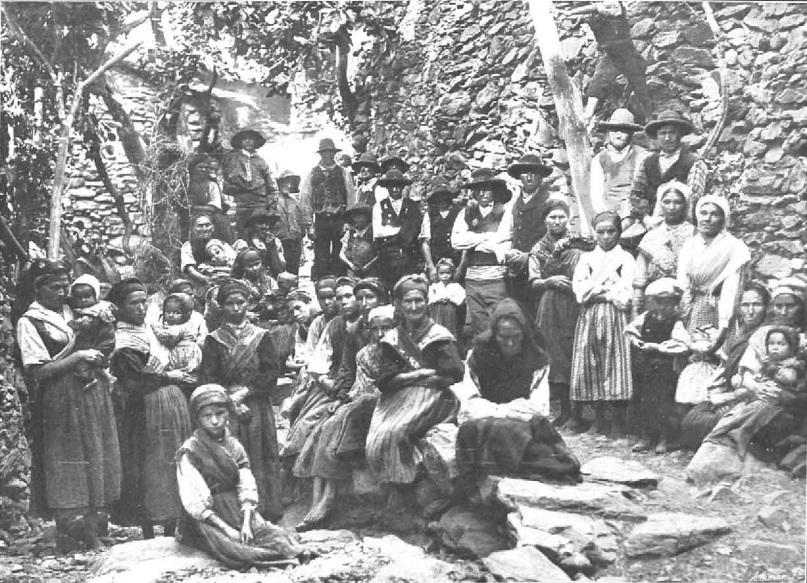
Урдано (фото Гомбау, Венансио 1908 года)

В представлении соседей урдано были дикарями и чуть ли не людоедами. Считалось, что урдано исповедуют некие языческие культы. Также соседние группы эстремадурцев полагали, что жители Урдеса являются потомками евреев. Причём «легенда о еврейских корнях» урдано, согласно исследованиям историка М. де Эрваса, на самом деле зародилась в кругах костумбристов в относительно недавнее время, в конце XIX века и только затем распространилась в народе. С еврейским происхождением урдано связывался также их якобы особый антропологический тип с чертами уродства. В описании урдано М. де Унамуно отмечал, что все они «кретины, карлики и имеют зоб».
Из-за предрассудков соседей, согласно сведениям Н. Н. Садомской, длительное время урдано были традиционно избегаемой, изолированной общностью. В числе прочего окружающее население придерживалось запретов на брак с урдано. Следствием этого было сохранение традиции эндогамных (внутренних) браков в Урдесе вплоть до 1960-х годов.
Сведения об урдано у части испанского общества имелись и ранее до издания книги М. де Унамуно и выхода фильма Л. Бунюэля. На рубеже XIX—XX веков сложилось даже филантропическое движение, целью которого было «приобщение урдано к цивилизации». В 1908 году прошёл первый конгресс «урданофилов».